# Tenedos eduardoi
Tenedos eduardoi är en spindelart som först beskrevs av Cândido Firmino de Mello-Leitão 1925. 
Tenedos eduardoi ingår i släktet Tenedos och familjen Zodariidae. Inga underarter finns listade i Catalogue of Life.